# FA Cup 1998-1999
La FA Cup 1998-1999 è stata la centodiciottesima edizione della competizione calcistica più antica del mondo. È stata vinta dal Manchester Utd contro il Newcastle Utd.

## Finale
| Arbitro: | Peter Jones |

|                            |           |  |
| Sheringham 11’ Scholes 53’ | Marcatori |  |

Allenatore Alex Ferguson